# Günther Bredehorn
Günther Bredehorn (* 11. Dezember 1935 in Wilhelmshaven) ist ein deutscher Politiker der FDP.

## Leben
Nach dem Besuch der Volksschule absolvierte Bredehorn eine landwirtschaftliche Lehre und anschließend die Landwirtschaftsschule. Seither bewirtschaftet er seinen eigenen landwirtschaftlichen Betrieb. Bis 1990 war er außerdem ehrenamtlicher Vorstandsvorsitzender einer Molkereigenossenschaft und bis 1991 Ortsvorsitzender des Landvolkverbandes. Er ist verheiratet und hat zwei Kinder.

## Politik
Seit 1977 gehört Bredehorn der FDP an. Von 1980 bis 1986 war er Vorsitzender der FDP-Kreistagsfraktion im Landkreis Friesland, von 1991 bis 1996 stellvertretender Landrat des Kreises. Er gehörte dem Deutschen Bundestag von 1980 bis 1998 an und war dort landwirtschaftspolitischer Sprecher der FDP-Fraktion.